# Trautson

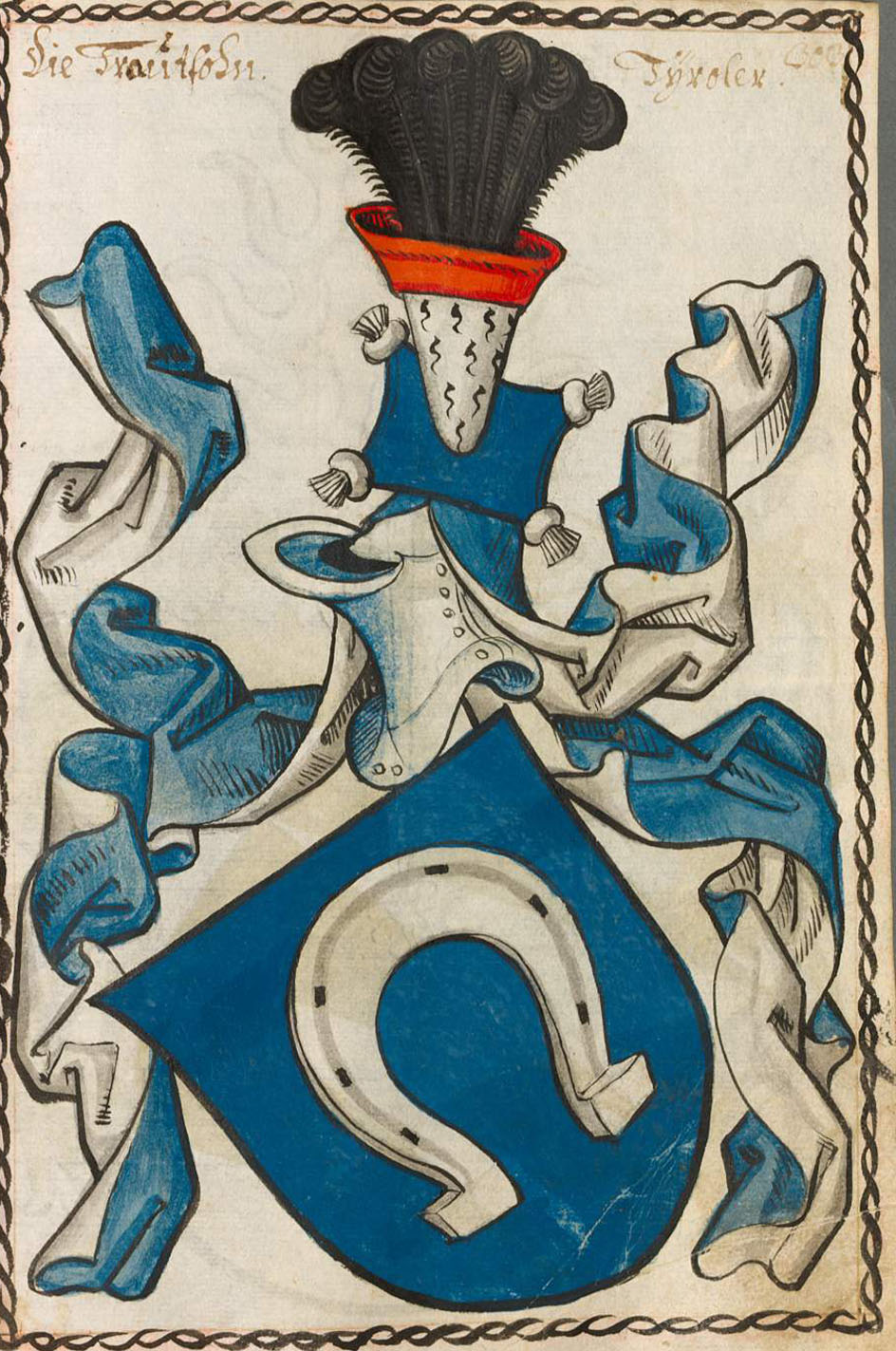
Stammwappen derer von Trautson im Scheiblerschen Wappenbuch

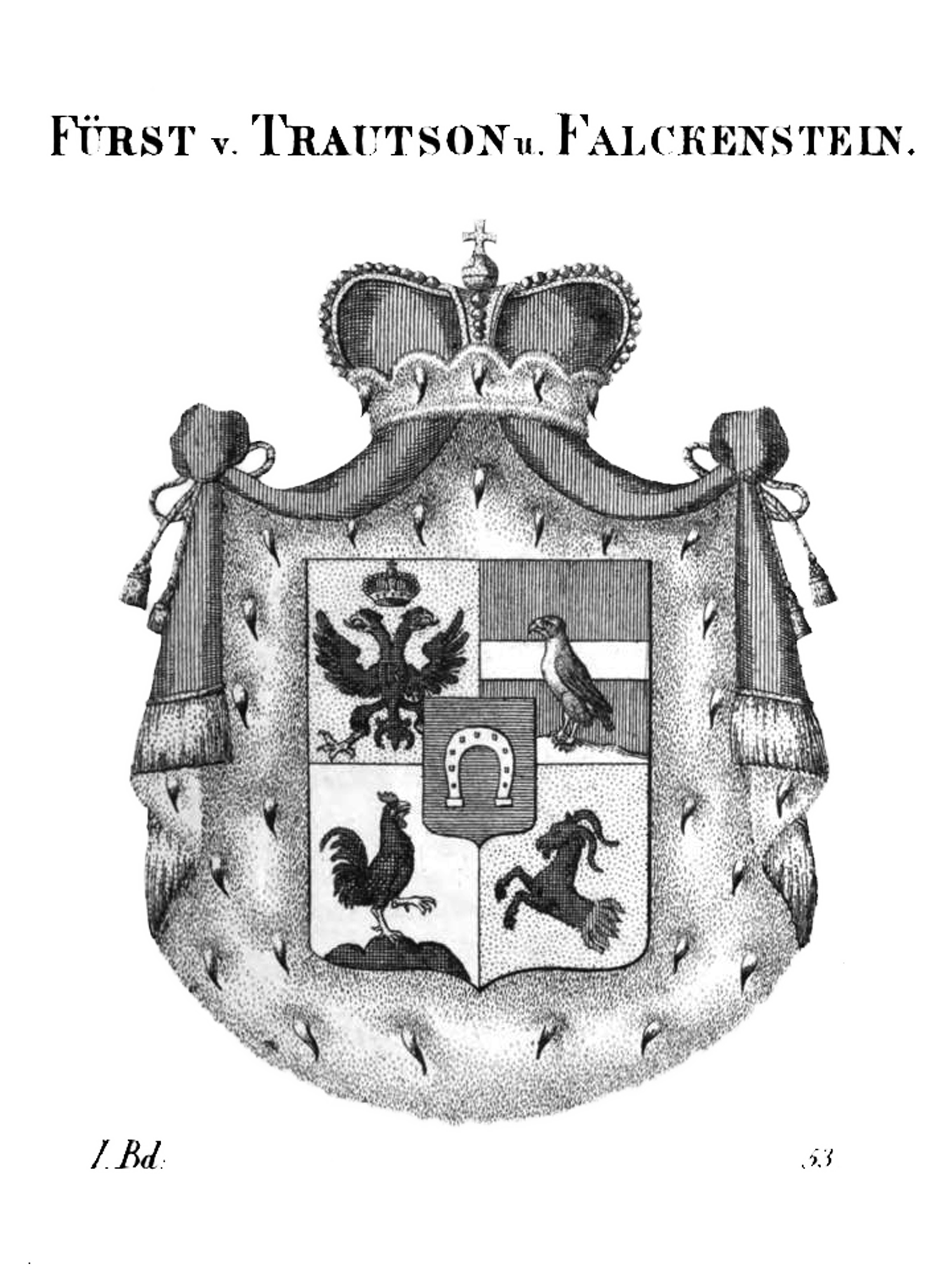
Wappen der Fürsten von Trautson und Falckenstein

Trautson (auch Herren von Trautson, später Fürsten von Trautson) ist der Name eines bedeutenden Adelsgeschlechts, das seinen Ursprung in Tirol hatte und sich ab Mitte des 16. Jahrhunderts nach Niederösterreich verzweigten. Sie gehörten bald zu den mächtigsten österreichischen Adelsfamilien der Habsburgermonarchie, 1598 wurden sie zu „Reichsgrafen von Falkenstein“ erhoben, 1711 stiegen sie auch in den Fürstenstand auf. 1775 ist das Geschlecht im Mannesstamm erloschen und wurde von denen von Auersperg beerbt. Die Familie war Stamm- und Wappenverwandt mit den Suppan von Mais. 

## Familiengeschichte

### Tiroler Ursprung der Familie
Die Herren von Trautson erscheinen in der zweiten Hälfte des 12. Jahrhunderts erstmals urkundlich. Ein 1192 genannter Konrad Trautson scheint ein Sohn Swickers von Reichenberg gewesen zu sein, ein Bruder nannte sich möglicherweise Heinrich Suppan von Tirol. Das mit den Edelfreien von Enn verschwägerte Geschlecht stieg mit den teils im Lehens-, teils in Eigenbesitz befindlichen Burgen Reifenstein (um 1190 geerbt), Reifenegg (ab 1210 erbaut), Sprechenstein (um 1241 erbaut; 1432 mit Sigmund Träwtsün von Sprechenstain bezeugt), Straßberg, Moos (in Wiesen, ab 1325 erwähnt), des Turms in Pfitsch und des Kröllturms in Gargazon (um 1250 erbaut) zur führenden Ministerialenfamilie im oberen Eisacktal auf. 1369 erwarb Hans Trautson von Sprechenstein durch seine Vermählung mit Anastasia von Matrei die Burgen Trautson mit Vogelbühel und 1395 Raspenbühel in Matrei am Brenner.
Die Burg Schrofenstein in Stanz bei Landeck im Tiroler Oberland kam durch die Vermählung des Sixt Trautson († 1508) mit Dorothea von Schrofenstein an die Trautson. Die Erbmarschallwürde von Tirol wurde 1531 an Johann II. von Trautson († 1531) verliehen. 1541 wurde dessen Sohn Johann III. von Trautson (* um 1509, † 1589) durch Ferdinand I. zum „Freiherrn von Sprechenstein“ erhoben, gleichzeitig wurde das Geschlecht in den Herrenstand von Österreich unter der Enns aufgenommen.

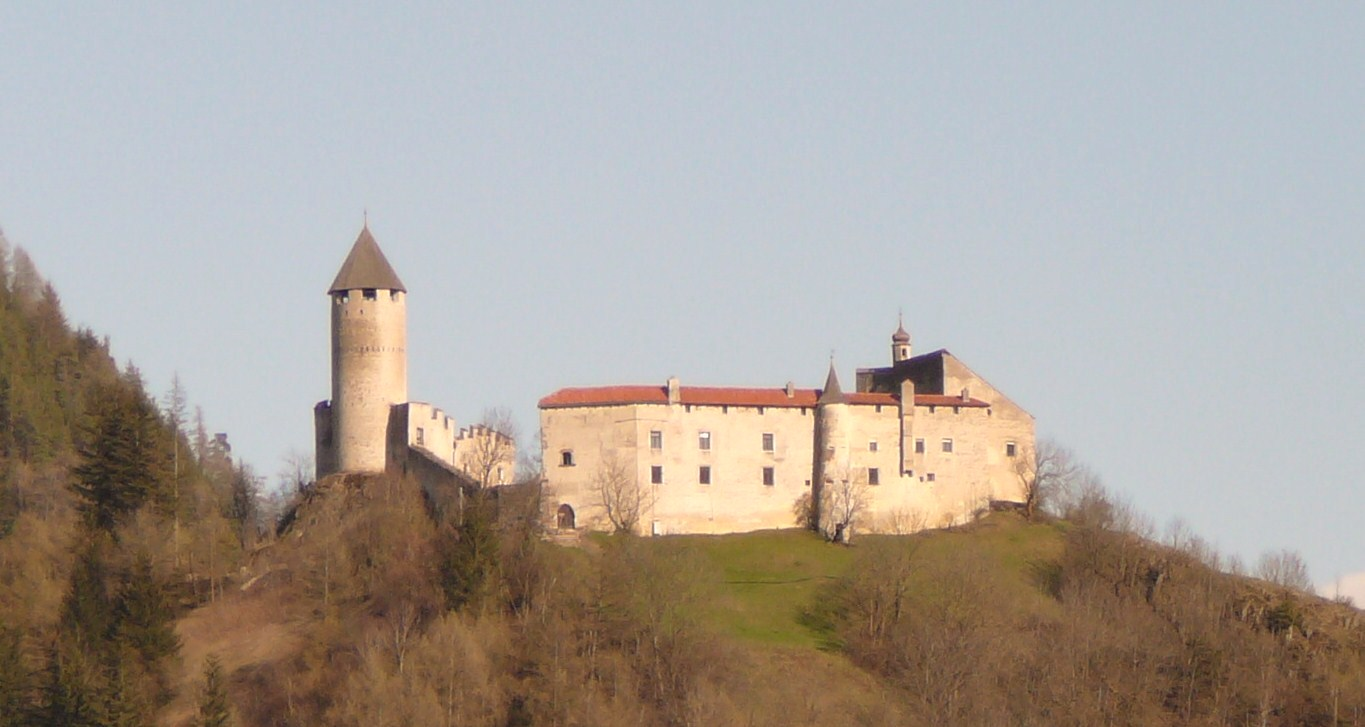
Schloss Sprechenstein, Südtirol
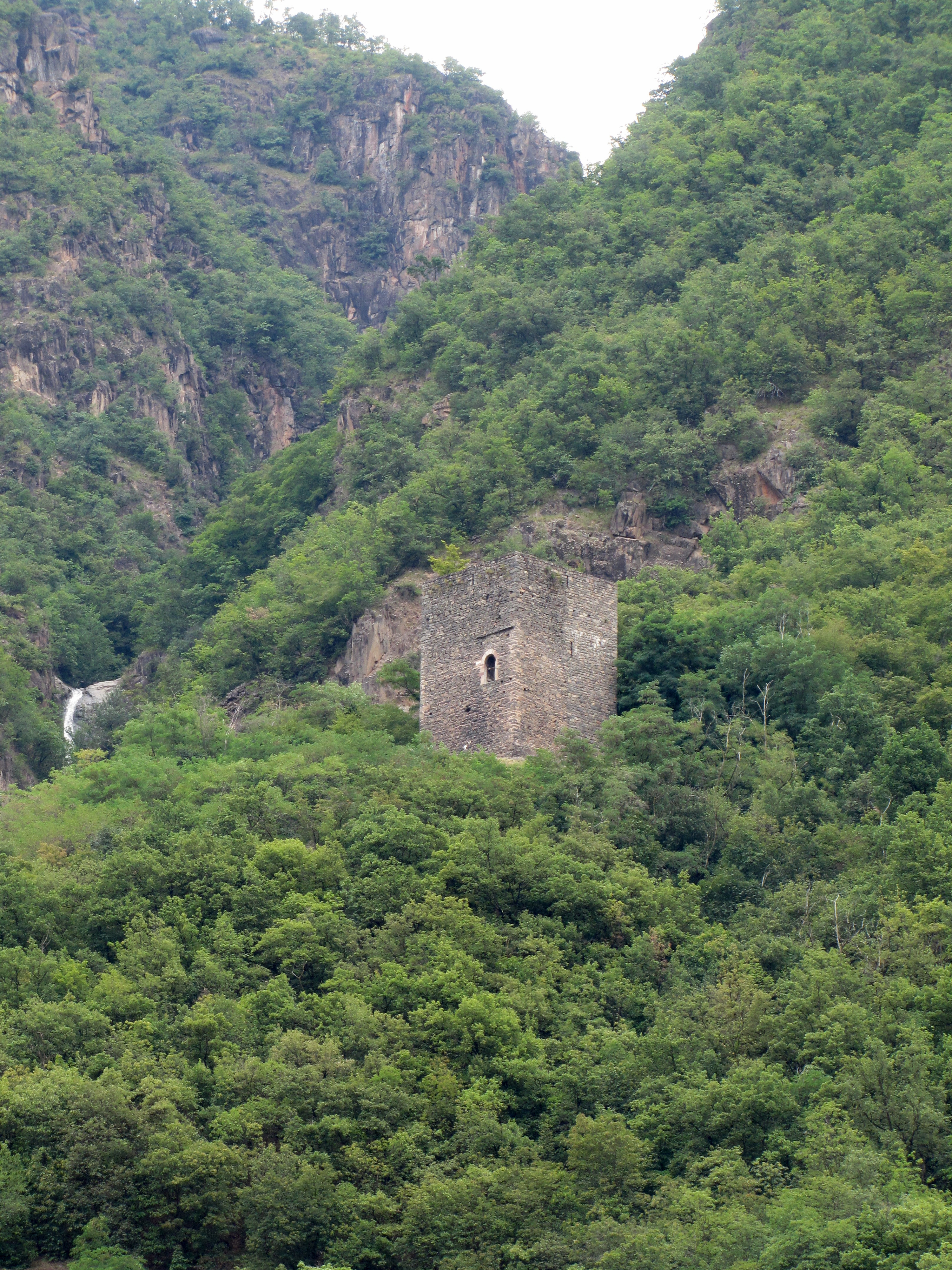
Kröllturm in Gargazon
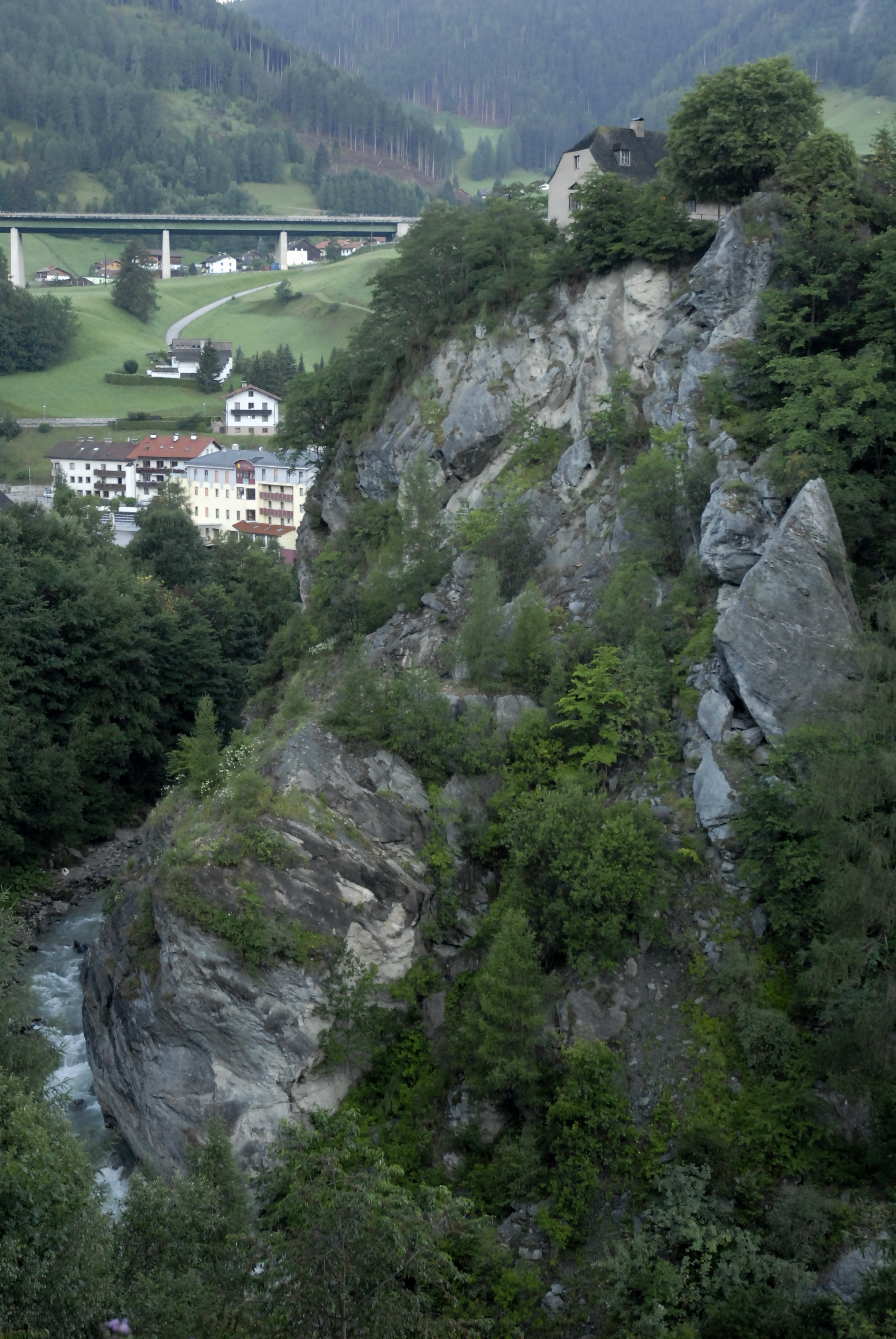
Burg Trautson in Matrei am Brenner
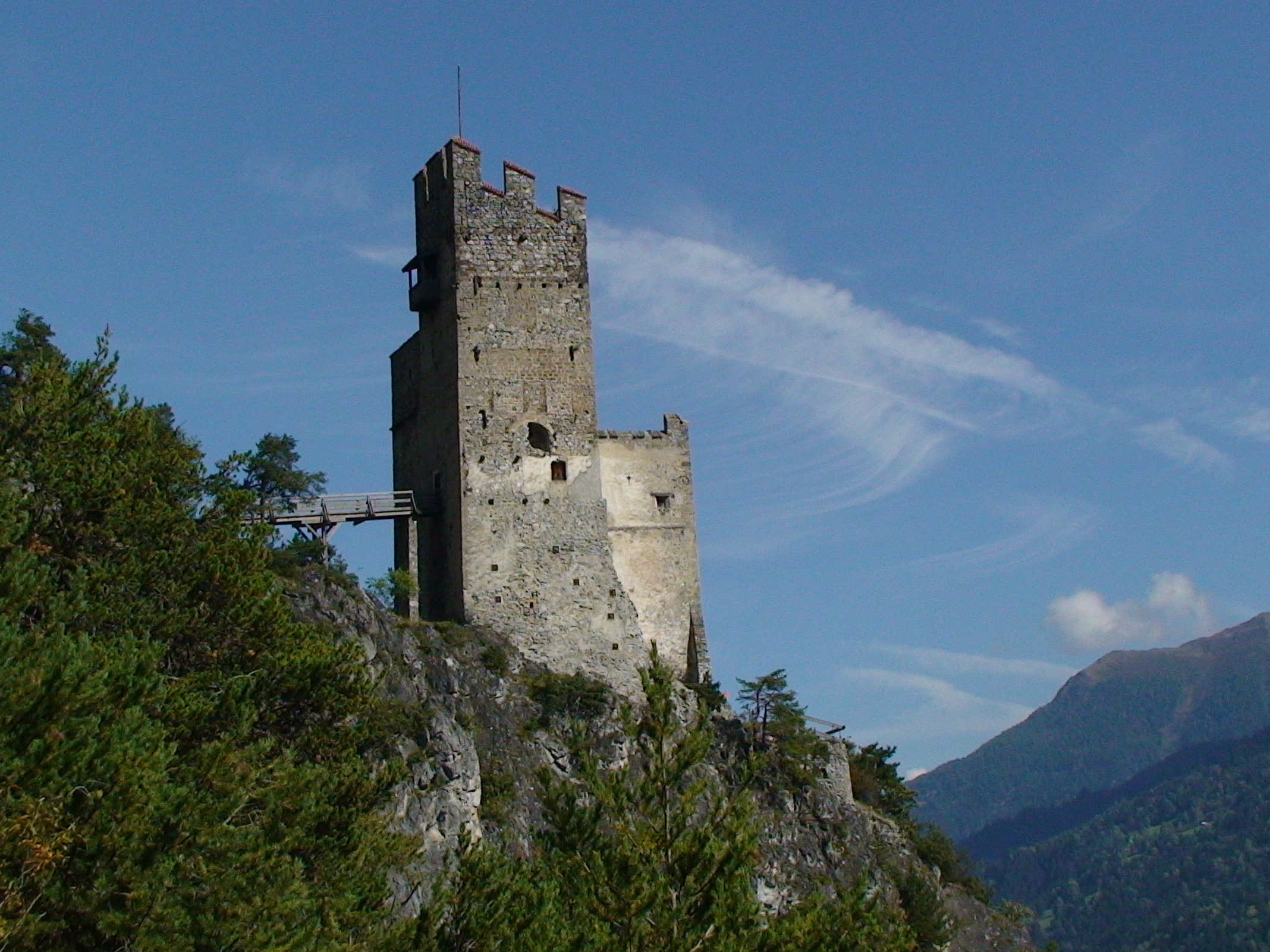
Burg Schrofenstein

### Grafen von Falkenstein
1572 verkaufte Kaiser Maximilian II. Burg und Herrschaft Falkenstein in Niederösterreich an seinen Obersthofmeister Hans Freiherr von Trautson. Ab 1600 baute sein Sohn Paul Sixt III. von Trautson Falkenstein zur Renaissancefestung aus. 1598 wurde dieser durch Kaiser Rudolf II. zum "Reichsgrafen von Falkenstein" erhoben. Von 1615 bis 1620 prägte Paul Sixtus für die Grafschaft Falkenstein eigene Taler und Groschen. Seit 1620 hatte die Familie das Erbobersthofmeisteramt in Österreich unter der Enns inne.
Falkenstein und Schloss Poysbrunn als Zentren der Grafschaft wurden von der Familie repräsentativ ausgebaut. Ende des 17. Jahrhunderts entfaltete sich die Bautätigkeit vor allem in Kirchenbauten. Ab 1581 hatten die Trautson das Patronatsrecht der Pfarre. Der Wiener Bischof Ernst von Trautson, von 1678 bis 1702 Inhaber der Grafschaft, ließ St. Jakobus in Falkenstein vollenden, St. Dorothea in Poysbrunn ausbauen und St. Veit in Drasenhofen errichten. Sein Bruder und Nachfolger Franz Eusebius finanzierte den Bau von St. Martin in Ottenthal.

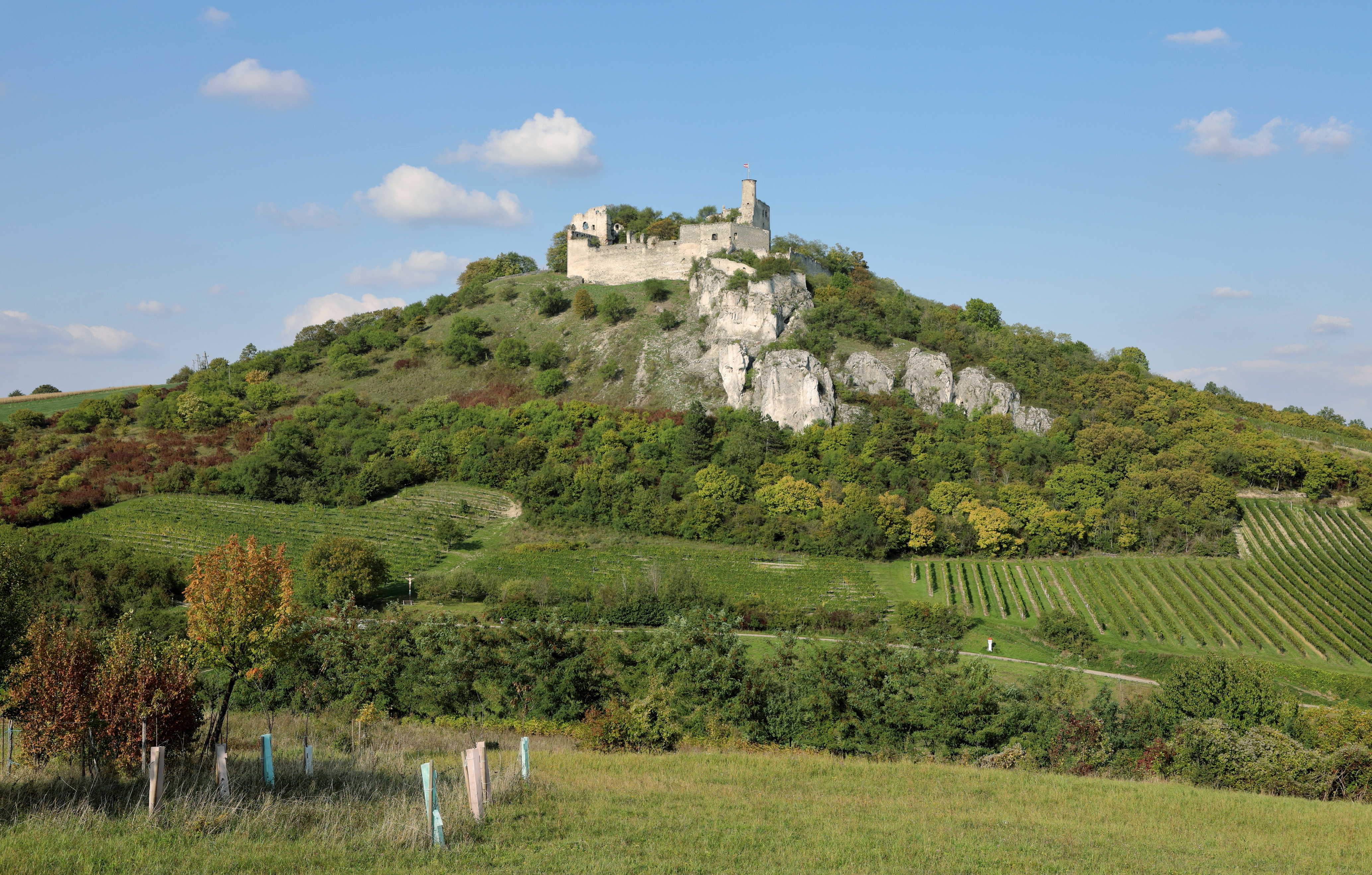
Burg Falkenstein (Niederösterreich)
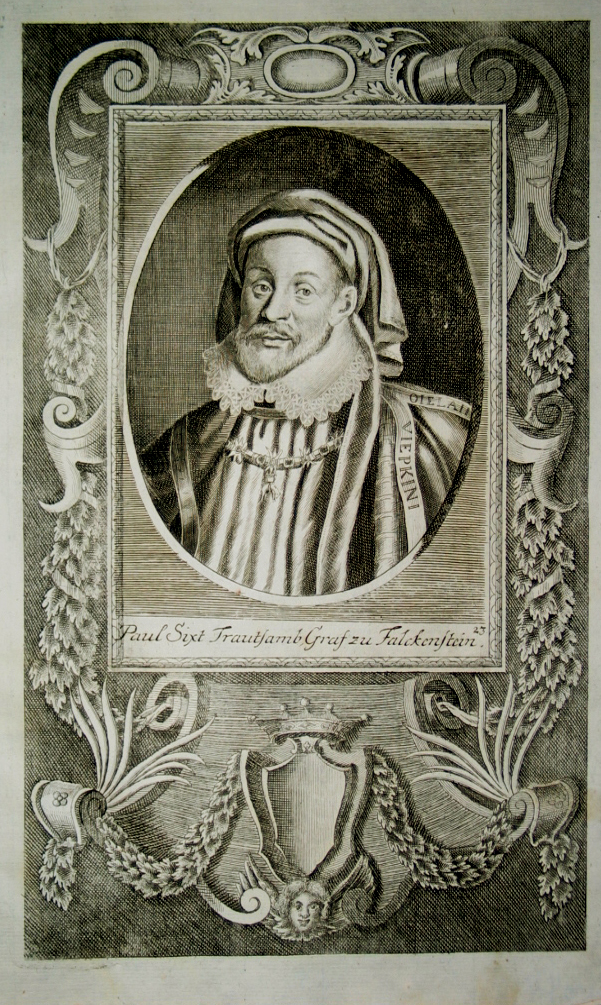
Paul Sixt III. von Trautson, erster Graf von Falkenstein
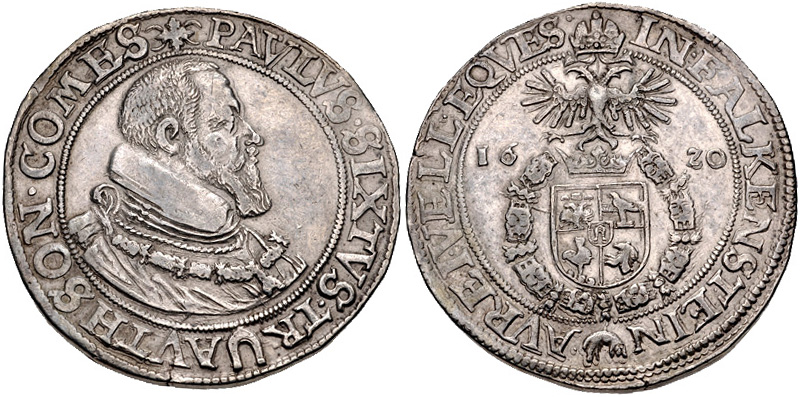
Trautsontaler mit Portrait Paul Sixt III. von Trautson
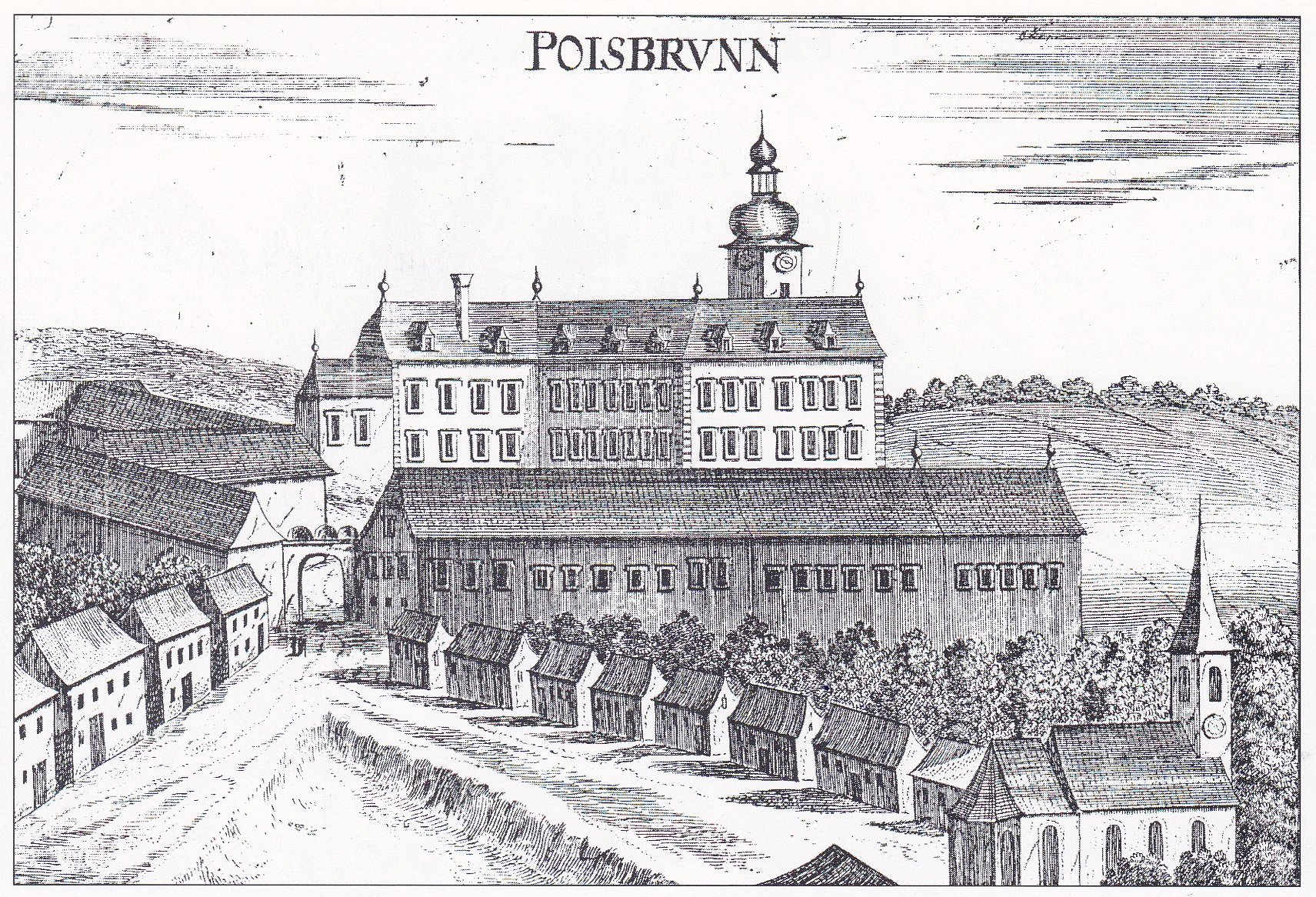
Schloss Poysbrunn

Burg und Herrschaft Kaya gingen 1588 ebenso wie die Herrschaft Niederfladnitz über eine Tochter der Eyczinger an die Familie Trautson. Schloss Goldegg wurde 1669 von den Trautson gekauft und ausgebaut.
Im Gebiet um Poysbrunn verfügten sie über umfangreiche Ländereien und von 1711 bis 1714 waren die Trautson auch Inhaber der Reichsgrafschaft Ried am Inn. Durch weitere Güter in Oberösterreich waren die Trautson auch Mitglieder im Herrenstand von Österreich ob der Enns und besaßen infolge ihres weiten Güterbesitzes in Ungarn auch das ungarische Indigenat.
Die Hauptresidenz der Familie in Wien war das Palais Trautson, das der erste Fürst Trautson 1712 von Baumeister Christian Alexander Oedtl nach den Plänen von Johann Bernhard Fischer von Erlach errichten ließ. Es zählt zu den wichtigsten barocken Bauwerken Wiens; sein Vorbild war das Amsterdamer Stadthaus. In Rodaun bei Wien gehörte ihnen außerdem ein 1724 errichtetes Anwesen, das später als "Hofmannsthal-Schlössl" bezeichnet wurde.

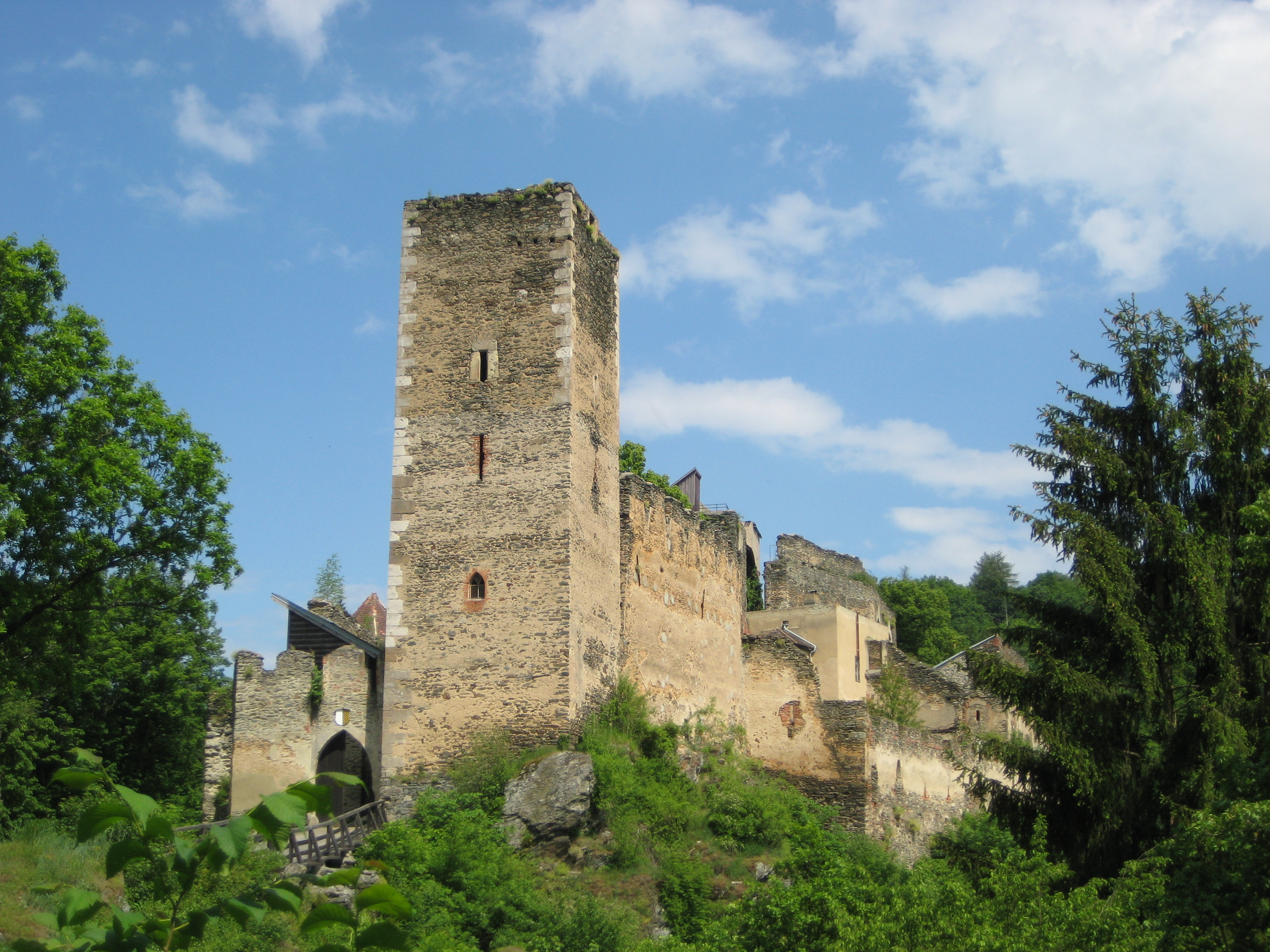
Burg Kaja
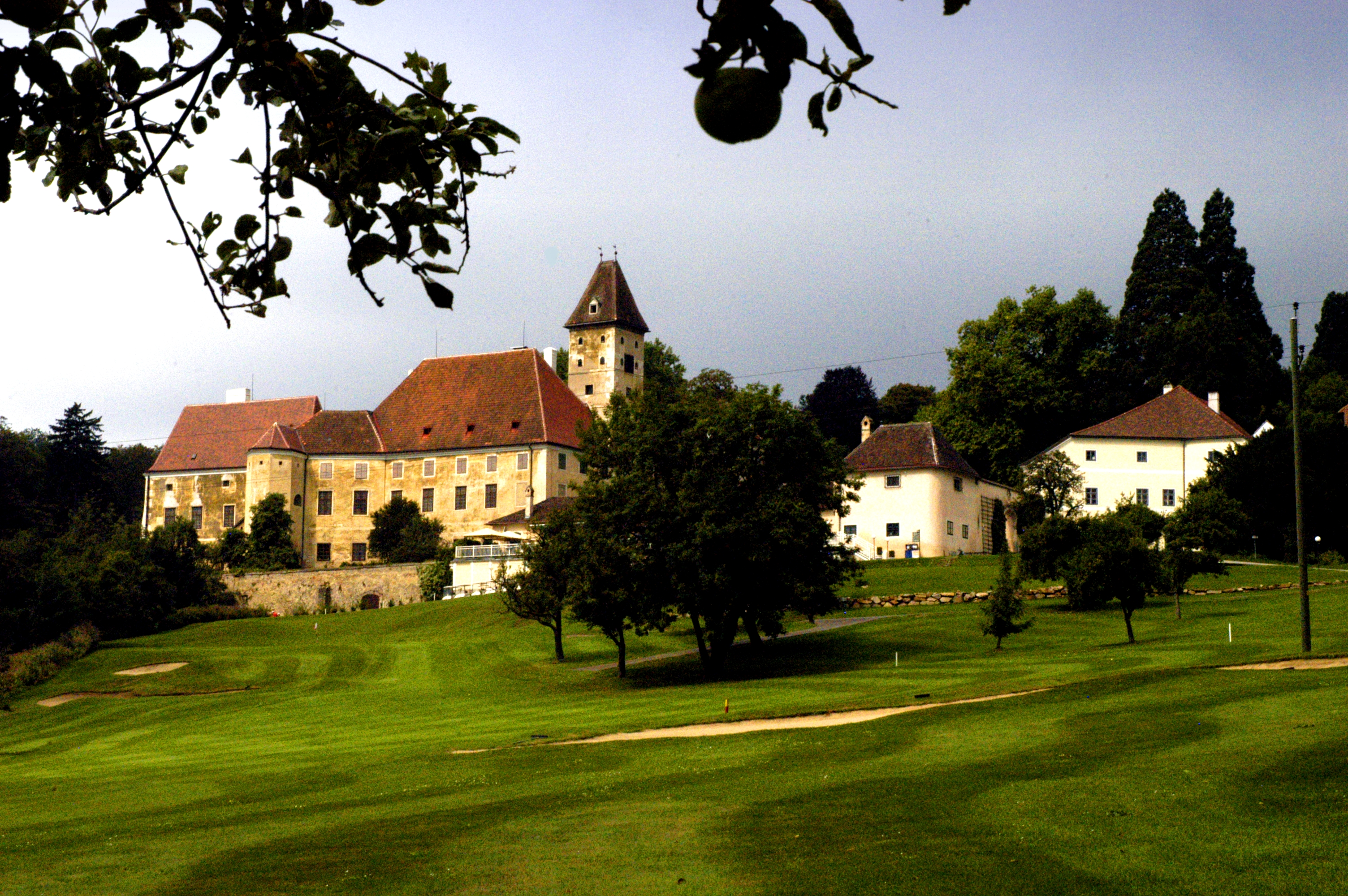
Schloss Goldegg
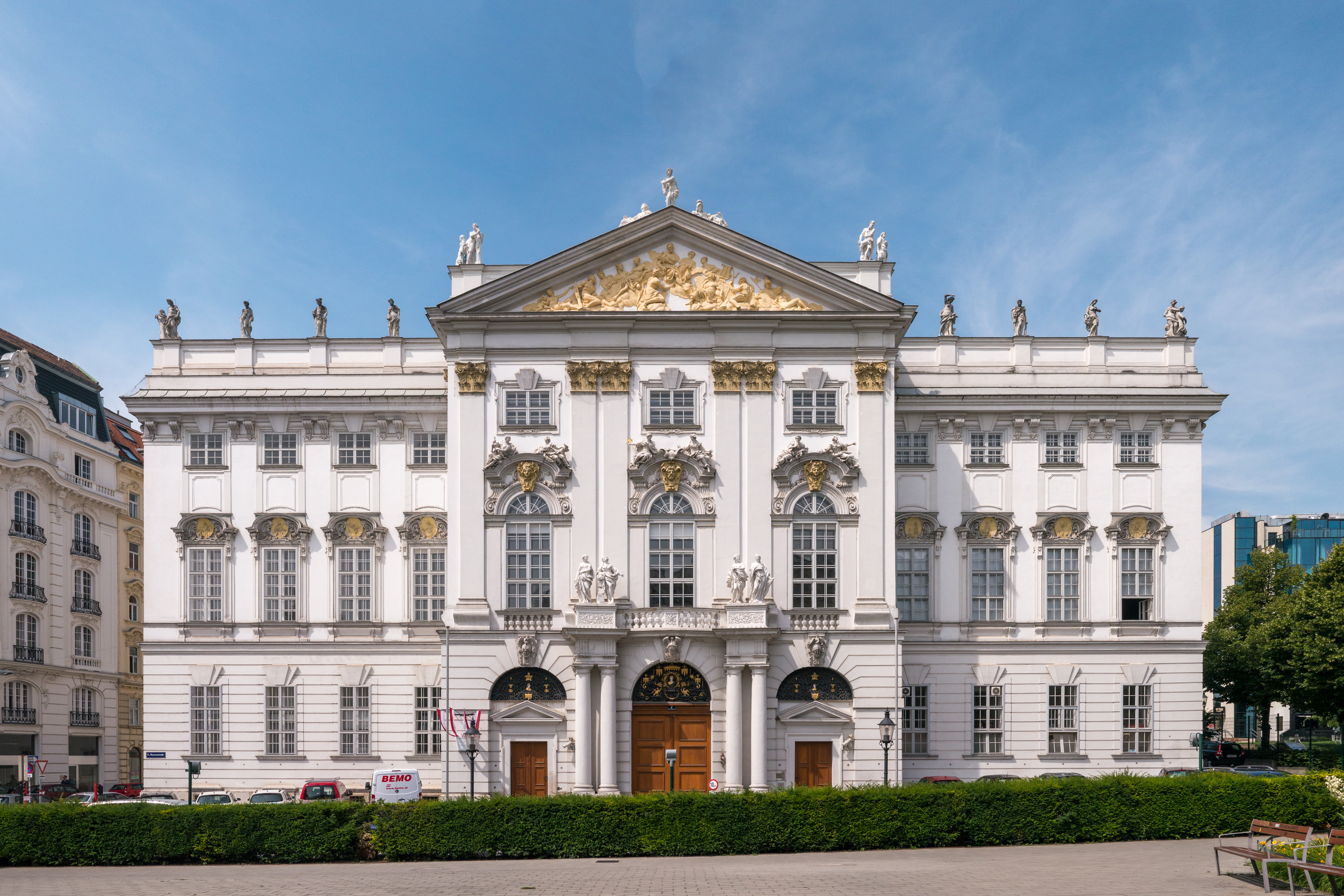
Palais Trautson in Wien

### Fürsten Trautson
Den Reichsfürstenstand in der Primogenitur erlangte der Staatsmann und Hofbeamte Johann Leopold Donat Graf von Trautson (* 1659, † 1724) durch Kaiser Joseph I., der ihn damit am 19. März 1711 – vier Wochen vor seinem eigenen Tod – auszeichnete. Trautson besaß neben der Reichsfürstenwürde auch die Titel eines Reichsgrafen zu Falkenstein, Freiherrn zu Sprechenstein und Schrofenstein, Herrn auf Matrei, Kaya, Laa an der Thaya, Neuschloss bei Olmütz und Sankt Pölten, womit seine wichtigsten Herrschaften umrissen waren.
Nach dem Tod des ersten Fürsten im Jahr 1724 folgte ihm sein einziger überlebender Sohn Johann Wilhelm (* 1700, † 1775) als zweiter Fürst von Trautson und Majoratsherr nach. Trotz mehrerer Ehen und zahlreichen Nachkommen überlebte ihn keines der Kinder, womit das Geschlecht der Trautson im Mannesstamm ausstarb.

### Auersperg-Trautson
Nach dem Aussterben der Trautson im Mannesstamm gingen der Besitz und die Erbmarschallwürde von Tirol schließlich an die Familie Auersperg über. Eine Tochter des zweiten Fürsten, Johann Wilhelm von Trautson, Maria Josepha Rosalia (1724–1792), hatte 1744 den 1791 zum Reichsfürsten erhobenen Karl Josef Anton von Auersperg (1720–1800) geheiratet, dessen Stiefmutter eine Tochter des ersten Fürsten Trautson gewesen war. Der aus ihrer Ehe stammende jüngere Sohn, Prinz Karl Auersperg (1750–1822), wurde nach dem Tod seines Großvaters zum Haupterben des Trautson'schen Vermögens, nahm den Namen "Auersperg-Trautson" an und starb 1822. Es kam zu einem Erbstreit mit dem Fürsten Johann Nepomuk Friedrich von Lamberg, der ebenfalls mit einer Tochter des zweiten Fürsten Trautson verheiratet war. In Folge des Streits wurde die Herrschaft Falkenstein 1799 an Christoph Johann Freiherr von Bartenstein, Sohn des Johann Christoph von Bartenstein, verkauft.
Nach dem Tod des kinderlosen Prinzen Karl 1822 ging das Trautson-Erbe an die Nachkommen seines älteren Bruders Wilhelm von Auersperg (1749–1822), des 6. Fürsten von Auersperg, über. Die Trautson-Schlösser Goldegg in Niederösterreich und die Tiroler Burgen Sprechenstein und Trautson gehören noch heute den Auersperg-Trautson.

## Stammliste
1. Paul Sixt I. von Trautson († 1508), Ritter, Landmarschall in Tirol, Herr auf Reifeneck und Sprechenstein, kaiserlicher Feldhauptmann.
  1. Johann II. († 1531), Oberst-Erblandmarschall der gefürsteten Grafschaft Tirol
    1. Johann III. (* um 1509, † 1589), Staatsmann, 1. Freiherr aus der Familie Trautson
      1. Balthasar II. von Trautson († 1594), österreichischer Staatsmann
      2. Paul Sixt III. (* um 1550, † 1621), Staatsmann, 1. Graf aus der Familie Trautson
        1. Johann Franz von Trautson (* 1609, † 1663), Graf von Falkenstein
          1. Ernst (* 1633, † 1702), Fürstbischof von Wien
          2. Paul Sixt V. (* 1635, † 1678), Diplomat
          3. Johann Leopold Donat (* 1659, † 1724), 1. Fürst aus der Familie Trautson
            1. Johann Wilhelm (* 5. Jänner 1700, † 31. Mai 1775[7]), 2. Fürst aus der Familie Trautson
              1. Maria Josepha Rosalia von Trautson (* 1724, † 1792), verheiratet mit Karl Josef Anton von Auersperg (1720–1800)

            2. Kardinal Johann Joseph (* 1707, † 1757), Fürsterzbischof von Wien

### Sonstige
- Johann Karl Joseph von Trautson (* 1684 † 1728), Graf, Generalfeldwachtmeister und Inhaber des k.k. Infanterieregiments No. 35

## Grablegen
Die ältesten Vertreter der Familie Trautson wurden in der Pfarrkirche von Matrei am Brenner bestattet.  Ihre wichtigste Grablege hatten die Trautson in der Gruft unter der Wiener Michaelerkirche, wo mit dem 1. Freiherren, 1. Grafen und 1. Fürsten aus der Familie auch die bedeutendsten Mitglieder des Geschlechtes ihre letzte Ruhe fanden. Die erwähnten drei Trautson, die eine Standeserhöhung für das Geschlecht erhalten hatten, erhielten außerdem prunkvolle Grabmäler im Chor der Michaelerkirche.

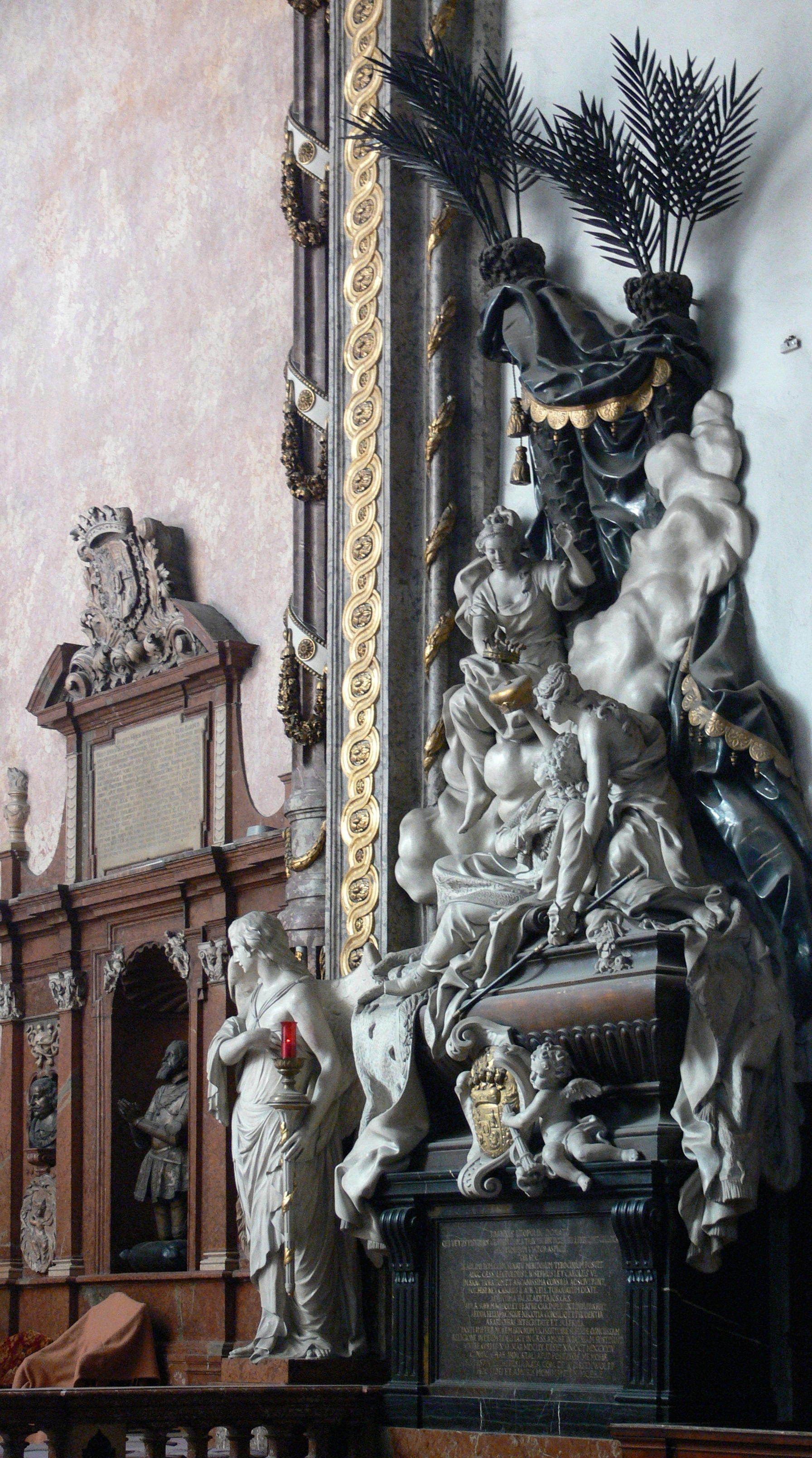
Epitaphien für Graf Paul Sixt III. von Trautson (links) und Fürst Johann Leopold Donat von Trautson (rechts) in der Wiener Michaelerkirche
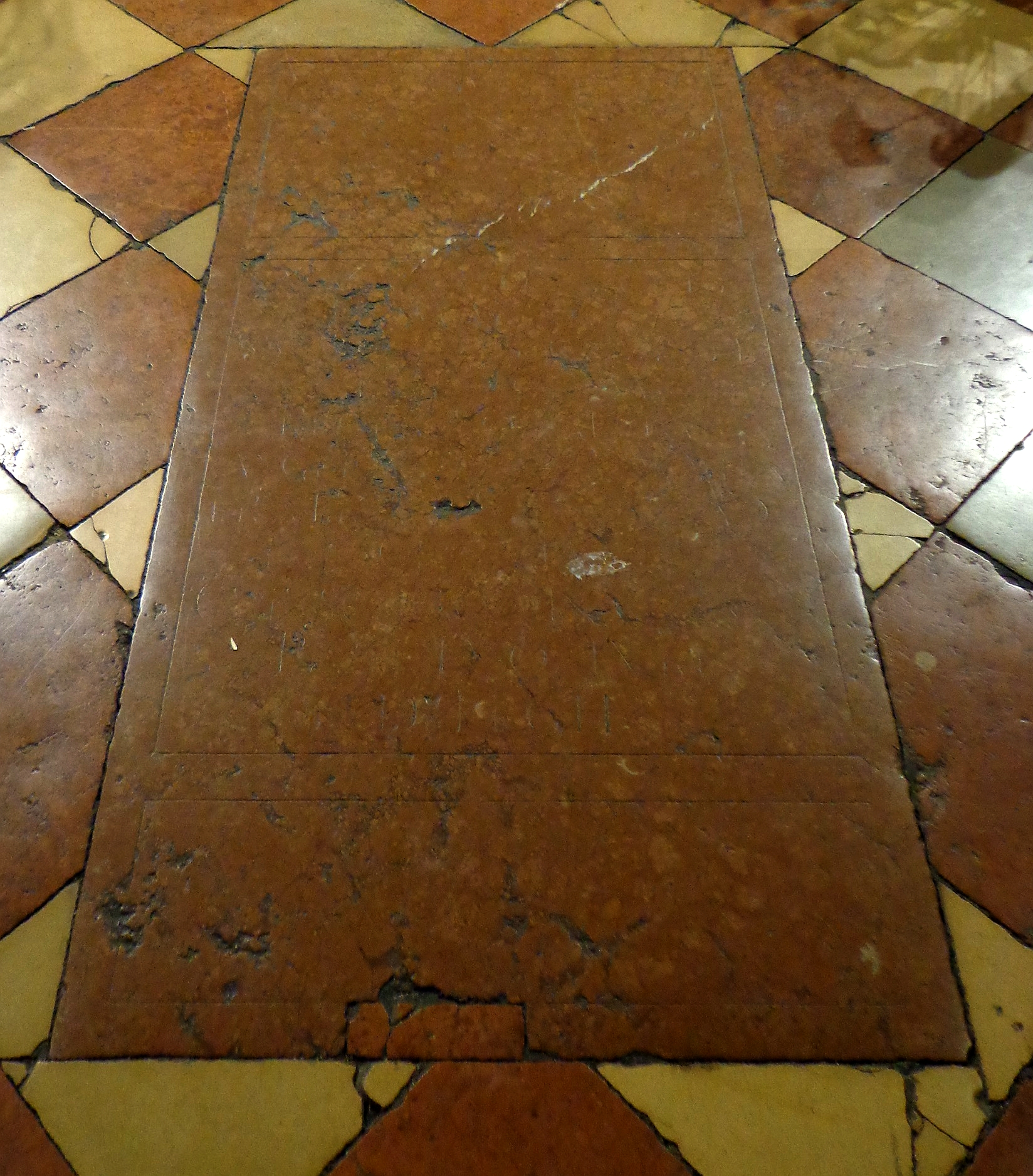
Deckplatte der Trautsongruft in der Wiener Michaelerkirche
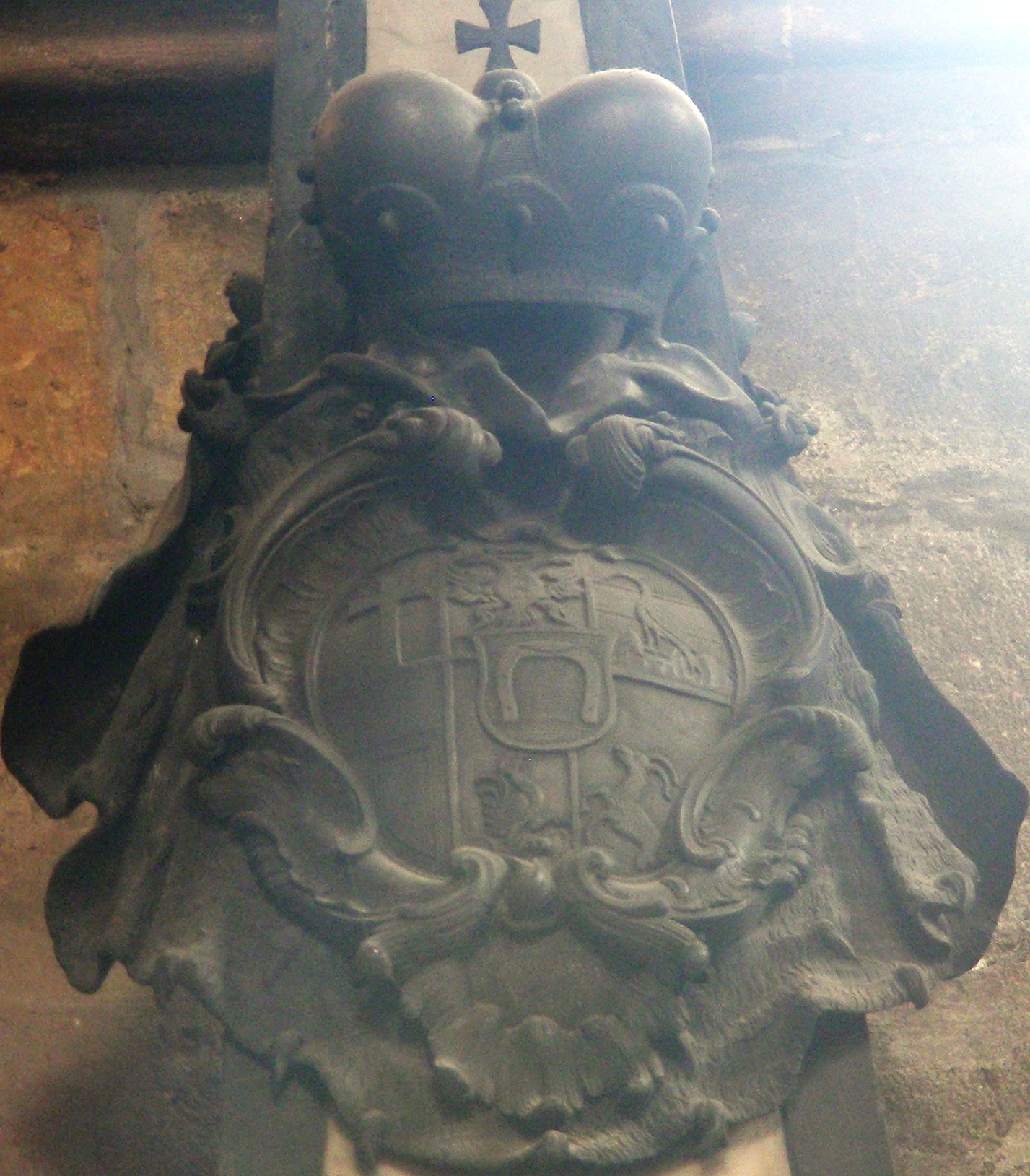
Wappen am Epitaph von Erzbischof Kardinal Johann Joseph von Trautson im Wiener Stephansdom.

## Wappen

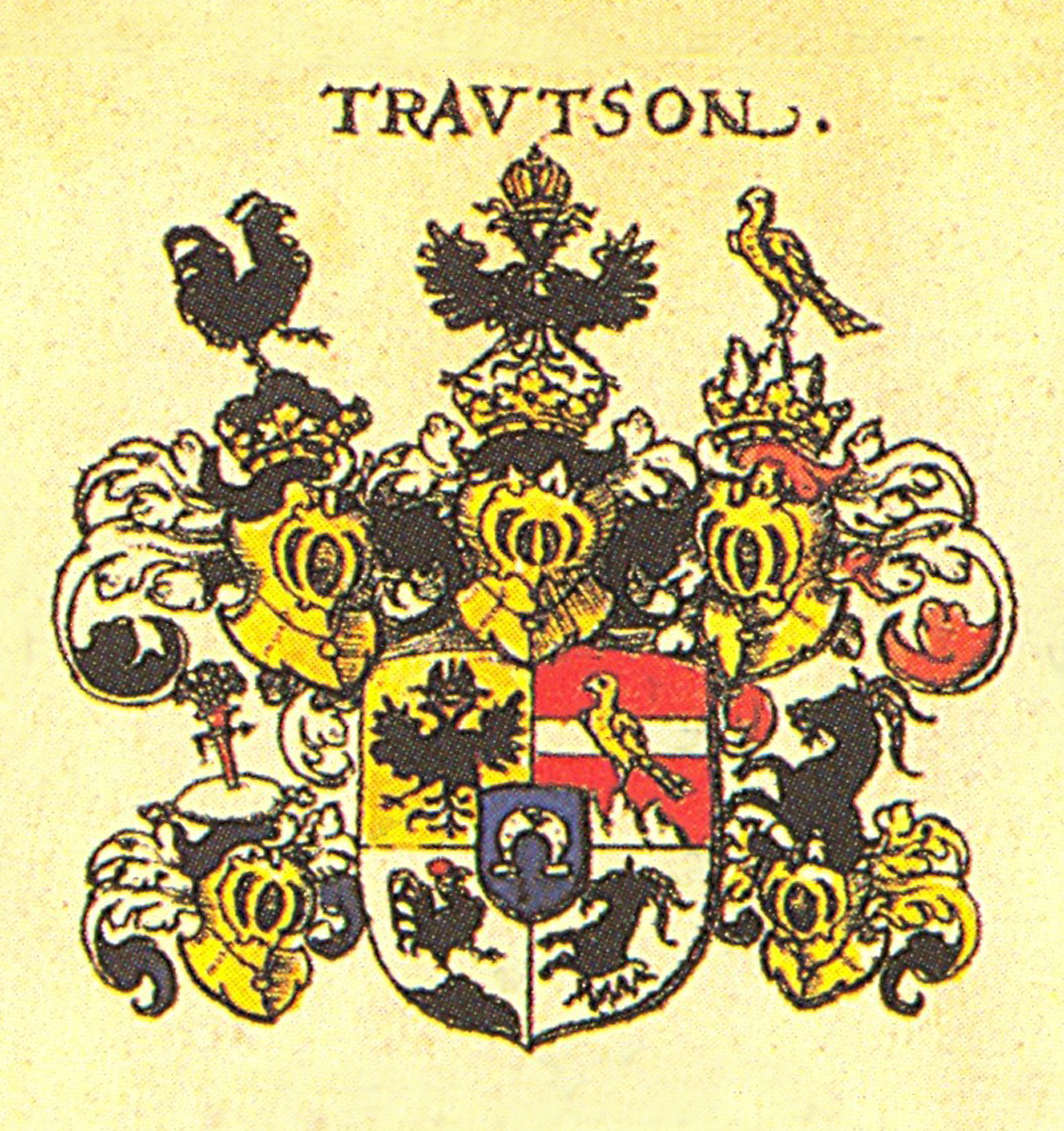
Wappen der Trautson

Blasonierung: Das gemehrte Wappen der Trautson war geviert mit Herzschild: In Blau ein silbernes Hufeisen (= Trautson); 1 in Gold ein gekrönter schwarzer Doppeladler mit dem goldenen Buchstaben "R" (= Rudolf II.) auf der Brust; 2 in Rot ein silberner Querbalken, belegt mit einem auf einem spitzen Felsen sitzenden Falken (= Falkenstein); 3 in Silber ein rotbewehrter schwarzer Hahn auf schwarzem Felsen (= Sprechenstein); 4 in Gold ein aus roten Feuerflammen wachsender natürlicher Steinbock (= Schrofenstein). Fürstenhut- und mantel.